# Rodrigo Ely
Rodrigo Ely (Lajeado, 1993. november 3. –) brazil labdarúgó, a brazil Grêmio játékosa.

## Sikerei, díjai

### Klub
Milan
- Olasz szuperkupa: 2016

Alavés
- Spanyol Kupa – döntős: 2017

## Statisztika
Legutóbb 2020. december 22-én lett frissítve.
| Klub                 | Szezon         | League         | League          | League | Kupa            | Kupa  | Európai         | Európai | Egyéb           | Egyéb | Összesen        | Összesen |
| Klub                 | Szezon         | Bajnokság      | Pályára lépések | Gólok  | Pályára lépések | Gólok | Pályára lépések | Gólok   | Pályára lépések | Gólok | Pályára lépések | Gólok    |
| -------------------- | -------------- | -------------- | --------------- | ------ | --------------- | ----- | --------------- | ------- | --------------- | ----- | --------------- | -------- |
| Reggina (kölcsönben) | 2012–13        | Serie B        | 27              | 1      | 3               | 0     | —               | —       | —               | —     | 30              | 1        |
| Varese (kölcsönben)  | 2013–14        | Serie B        | 37              | 0      | 2               | 0     | —               | —       | 2               | 0     | 41              | 0        |
| Avellino             | 2014–15        | Serie B        | 30              | 0      | 2               | 0     | —               | —       | 3               | 0     | 35              | 0        |
| Milan                | 2015–16        | Serie A        | 3               | 0      | 1               | 0     | —               | —       | —               | —     | 4               | 0        |
| Milan                | 2016–17        | Serie A        | 0               | 0      | 0               | 0     | —               | —       | —               | —     | 0               | 0        |
| Milan                | Összesen       | Összesen       | 3               | 0      | 1               | 0     | —               | —       | —               | —     | 4               | 0        |
| Alavés (kölcsönben)  | 2016–17        | La Liga        | 10              | 1      | 1               | 0     | —               | —       | —               | —     | 11              | 1        |
| Alavés               | 2017–18        | La Liga        | 31              | 1      | 5               | 0     | —               | —       | —               | —     | 36              | 1        |
| Alavés               | 2018–19        | La Liga        | 5               | 0      | 0               | 0     | —               | —       | —               | —     | 5               | 0        |
| Alavés               | 2019–20        | La Liga        | 25              | 2      | 0               | 0     | —               | —       | —               | —     | 25              | 2        |
| Alavés               | 2020–21        | La Liga        | 8               | 1      | 0               | 0     | —               | —       | —               | —     | 8               | 1        |
| Alavés               | Összesen       | Összesen       | 79              | 5      | 6               | 0     | —               | —       | —               | —     | 85              | 5        |
| Nottingham Forest    | 2021–22        | Championship   | 0               | 0      | 0               | 0     | —               | —       | —               | —     | 0               | 0        |
| Nottingham Forest    | Összesen       | Összesen       | 0               | 0      | 0               | 0     | —               | —       | —               | —     | 0               | 0        |
| Teljes karrier       | Teljes karrier | Teljes karrier | 176             | 6      | 14              | 0     | —               | —       | 5               | 0     | 195             | 6        |

1. ↑  Magában foglalja az Olasz kupát és a Spanyol kupát is.